# 多斯克布拉達斯
多斯克布拉達斯 (汉语: 二溪) 是哥倫比亞的城市，位於該國西部，由里薩拉爾達省負責管轄，始建於1844年，面積71平方公里，海拔高度1,501米，2005年人口173,452。
4°50′N 75°41′W / 4.833°N 75.683°W